# غوستافو بالافوكس
غوستافو بالافوكس (بالإسبانية: Gustavo Palafox)‏ مواليد 15 نوفمبر 1923 في غوادالاخارا، هو لاعب كرة مضرب مكسيكي سابق. نافس في بطولة أمريكا المفتوحة للتنس أربع مرات. وصل إلى الدور الثالث في البطولات الوطنية الأمريكية 1952.

## الميداليات
| الميدالية | المسابقة                    |
| --------- | --------------------------- |
| ذهبية     | دورة الألعاب الأمريكية 1951 |
| ذهبية     | دورة الألعاب الأمريكية 1955 |
| ذهبية     | دورة الألعاب الأمريكية 1955 |
| ذهبية     | دورة الألعاب الأمريكية 1959 |
| ذهبية     | دورة الألعاب الأمريكية 1959 |
| برونزية   | دورة الألعاب الأمريكية 1951 |

## روابط خارجية
- غوستافو بالافوكس على موقع رابطة محترفي التنس (الإنجليزية)
- غوستافو بالافوكس على موقع الاتحاد الدولي لكرة المضرب (الإنجليزية)
- غوستافو بالافوكس على موقع كأس ديفيز (الإنجليزية)
- غوستافو بالافوكس على موقع خلاصة التنس.كوم (الإنجليزية)